# Liste der Monuments historiques in Montheries
Die Liste der Monuments historiques in Montheries führt die Monuments historiques in der französischen Gemeinde Montheries auf.

## Liste der Objekte
| Bezeichnung                            | Beschreibung                                                             | Standort             | Kennzeichnung | Schutzstatus | Datum | Bild |
| -------------------------------------- | ------------------------------------------------------------------------ | -------------------- | ------------- | ------------ | ----- | ---- |
| Gemälde Lactatio des heiligen Bernhard | Ölfarbe auf Holz, Ende des 16. Jahrhunderts; aus der Kapelle Ste-Aragone | in der Mairie (Lage) | PM52001439    | Classé       | 2000  |      |